# Philip Mechanicus (fotograaf)
Philip Mechanicus (Amsterdam, 13 augustus 1936 – aldaar, 30 juli 2005) was een Nederlands fotograaf en publicist. Mechanicus werd vernoemd naar zijn oom, de journalist Philip Mechanicus.

## Levensloop
Mechanicus werd geboren bij het Amsterdamse Waterlooplein. Zijn vader was een Joodse huisschilder en letterschilder. Zijn moeder was als Duits dienstmeisje naar Nederland gekomen. 
Mechanicus kocht omstreeks zijn dertiende zijn eerste fototoestel. Hij volgde de avondopleiding van de Kunstnijverheidsschool (tegenwoordig Rietveld Academie). In 1953 ontmoette hij Cees Nooteboom in een Parijse jeugdherberg. Ze liftten samen naar Cannes en vervolgens naar Nederland. Nooteboom verwerkte hun ervaringen in zijn debuutroman Philip en de anderen; de naam Philip zou een verwijzing zijn naar Mechanicus.
Van 1956 tot 1959 volgde hij een foto-opleiding bij Ad Windig, terwijl hij werkte als persfotograaf. Vanaf 1959 specialiseerde hij zich in portretfotografie. Later werd hij bekend door zijn schrijversportretten, die hij tussen 1979 en 1981 maakte voor NRC Handelsblad. Deze portretten werden gebundeld in het boek De pose der natuurlijkheid. Met fotograaf Ferry André de la Porte onderhield hij zeventien jaar (1970-1987) een hechte vriendschap en werkrelatie. In 1978 verruilden zij hun werkplek op Singel 514 voor de studio en donkere kamer van Ferry André de la Porte - achtereenvolgens op Prinsengracht 701 en 360 (pakhuis De Waal), en Leidsestraat 78. Op dit laatste adres zijn ook vrijwel alle portretfoto's voor De pose der natuurlijkheid gemaakt.
Mechanicus publiceerde verder nog Een cursus fotografie, een autobiografie in woord en beeld, en Laatste keuze uit het fotografisch woordenboek van Philip Mechanicus dat in 2005 is verschenen. Mechanicus had lange tijd een culinaire rubriek in De Groene Amsterdammer en op de kinderpagina van NRC Handelsblad. Het rituele aspect van eten ging volgens hem boven alles. In 1998 kreeg hij de Zilveren Griffel voor De vrolijke keuken, waarin recepten uit NRC Handelsblad waren gebundeld. Tot voor zijn overlijden werkte Mechanicus nog mee aan het boek EAT THIS! Het kookpunt van publiek domein door korte observaties over eetgenoegens uit zijn laptop te toveren.
Zijn lievelingsdier was de mara, een soort grote cavia uit Zuid-Amerika. Mechanicus: "Hij zit stil en wendt ook niet voor legendarisch te zijn of indruk te willen maken." Hij herkende hierin veel van zichzelf.
Mechanicus leefde samen met de Japanse pianiste Tomoko Mukaiyama en hun dochter, Kiriko (1995). Hij overleed na een langdurige ziekte op 68-jarige leeftijd te Amsterdam. Drie dagen voor zijn dood richtte hij de Stichting Philip Mechanicus op. Deze heeft onder andere ten doel zijn fotoverzameling te beheren en zijn werk blijvende bekendheid te geven. Een van de bestuursleden is Gerard Stigter met wie hij sinds 1953 was bevriend. Mechanicus' negatievenarchief is ondergebracht bij het Maria Austria Instituut. In samenwerking met de Stichting Philip Mechanicus en het Maria Austria Instituut werd in het Joods Historisch Museum van 24 mei t/m 27 oktober 2013 het eerste grote retrospectief van zijn werk tentoongesteld.

## Werk in openbare collecties (selectie)

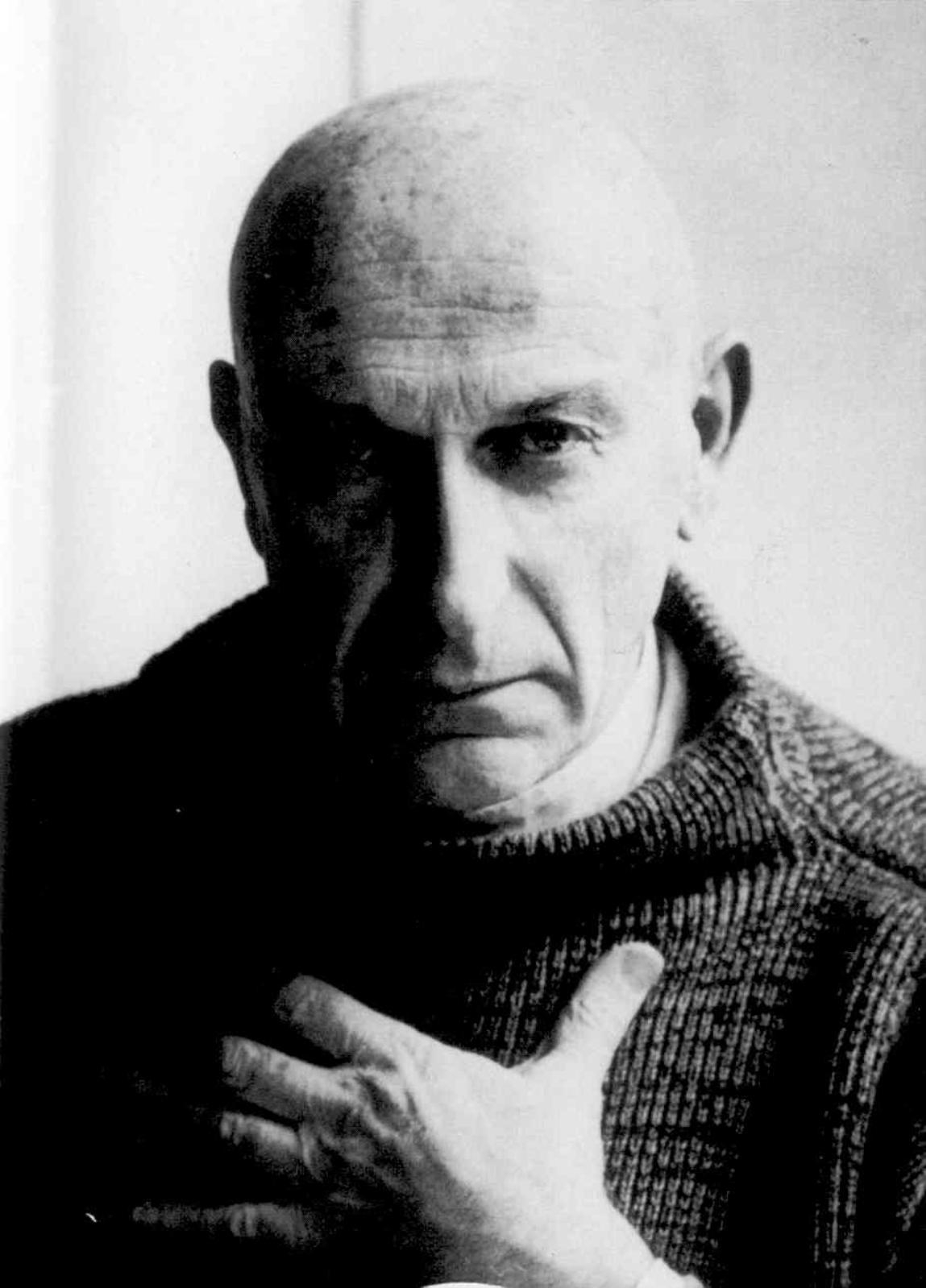
Benno Premsela (foto door Philip Mechanicus)

- Rijksmuseum Amsterdam[2]

## Trivia
- Het zoonpersonage in de Vader & Zoon strips van Peter van Straaten is qua uiterlijk losjes gebaseerd op Philip Mechanicus.[3]
- Philip Mechanicus was sterk bijziend en kleurenblind.[4]
- Philip Mechanicus heeft vijf kinderen.

- Biografisch Portaal: 56240286
- Digitale Bibliotheek voor de Nederlandse Letteren: mech001
- Gemeinsame Normdatei: 13144235X
- International Standard Name Identifier: 0000 0000 7874 7009
- Library of Congress Control Number: n82036815
- MusicBrainz: 3ea63a79-b475-4dba-a9a9-efbf3fb887f6
- Nederlandse Thesaurus van Auteursnamen: 068879598
- PIC: 287595
- RKD-Nederlands Instituut voor Kunstgeschiedenis: 54402
- Système universitaire de documentation: 109291409
- Union List of Artist Names: 500068118
- Virtual International Authority File: 65139558
- WorldCat: E39PBJxWVjkT83yCgpBMvtCG73